# Bruce McCurrach
Bruce McCurrach (Durban, 1937-Knysna, 2018) fue un deportista sudafricano que compitió en vela en la clase Soling. Ganó una medalla de oro en el Campeonato Mundial de Soling de 1974.

## Palmarés internacional
| Campeonato Mundial | Campeonato Mundial     | Campeonato Mundial | Campeonato Mundial |
| Año                | Lugar                  | Medalla            | Clase              |
| ------------------ | ---------------------- | ------------------ | ------------------ |
| 1974               | Palm Beach (Australia) | Medalla de oro     | Soling             |